# Laurence Ferrari
Laurence Ferrari (pronunciación en francés: /loʁɑ̃s feʁaʁi/Francés: [ loʁɑ̃s feʁaʁi ] ; (Aix-les-Bains, 5 de julio de 1966) es una periodista francesa, más conocida como ex presentadora del noticiero vespertino de lunes a viernes TF1 Le 20H .  A veces también trabaja para Europa 1 .

## Biografía
Ferrari su carrera en 1986 como colaboradora en la agencia de noticias francesa AFP y en la revista Le Figaro . También trabajó en la emisora de radio francesa Europe 1 como investigadora con especial responsabilidad en política sanitaria. Comenzó su carrera televisiva en 1994 con Michel Drucker en Studio Gabriel en France 2 y posteriormente con Jean-Pierre Pernaut en Combien ça coûte ?" en TF1 . En 2001 fue copresentadora de la revista dominical Sept à Huit de TF1 con su ex marido, Thomas Hugues . Tras su divorcio, se trasladó en 2006 a Canal + para presentar la revista política semanal del canal "Dimanche +", donde cubrió las elecciones presidenciales francesas de 2007 . En junio de 2008, se convirtió en la nueva presentadora de "Le 20 Heures de TF1" (el programa de noticias emblemático de la televisión, que tiene los índices de audiencia más altos en Europa), reemplazando a su presentador de larga data Patrick Poivre d'Arvor, y asumiendo el control del día laborable. programa el 25 de agosto de 2008.
Ferrari generó controversia en 2010 al usar un velo para entrevistar al presidente de Irán, Mahmoud Ahmadinejad.

### Trabajo humanitario
Laurence Ferrari es embajadora de Aldeas Infantiles SOS desde noviembre de 2003.
En marzo de 2007, junto con otras personalidades famosas, entre ellas las periodistas Claire Chazal, Marie Drucker, Tina Kieffer, Béatrice Schönberg y Mélissa Theuriau, patrocinó el proyecto La Rose Marie Claire con UNICEF para ayudar a educar a las niñas.